# Іоан (Швець)
Іоан (в миру Швець Іван Федорович; 22 листопада 1955, село Лашківка, Кіцманського району, Чернівецької області) — архієрей Православної церкви України (до 15 грудня 2018 року — Української православної церкви Київського патріархату), єпископ Білогородський, вікарій Київської єпархії, настоятель парафії Різдва Пресвятої Богородиці у Святошинському районі м. Києва. 

## Життєпис
Народився 22 листопада 1955 року на Буковині в селі Лашківка, Кіцманського району, Чернівецької області в сім'ї священика Федора Швеця. Батьки — родом з села Залісці, Тернопільської області, поблизу м. Почаєва.

### Освіта
Після закінчення середньої школи та служби в армії, разом з братом-близнюком Олександром, навчалися та закінчили Одеську духовну семінарію і Московську духовну академію, кандидат богослов'я Київської духовної академії.

### Духовне життя
У священничий сан висвячений в червні 1979 року, після закінчення Одеської духовної семінарії. Пастирське служіння звершував з 1979 по 1989 рр. у м. Самборі на Львівщині.
З 1989 по 1992 рр. — у катедральному соборі м. Львова. В цей час був членом правління Львівського Товариства Української Мови ім. Т. Г. Шевченка.
З 1992 року призначений проректором Київської духовної академії і семінарії. З того часу і до осені 2006 року викладав кілька богословських дисциплін.

### Родина
Священник Іван Швець був одруженим: Дружина — Швець Стефанія Омелянівна, померла 5 серпня 2006 року внаслідок важкої недуги.
Дочка — Швець Оксана Іванівна, випускниця Київського медичного університету імені Богомольця.
Син — ієрей Олександр Швець, священнослужитель парафії Різдва Пресвятої Богородиці, випускник Київської духовної семінарії та академії, магістр богослів'я КДА.

### Творчий доробок
Владика Іван Швець автор низки книг та статей, пов'язаних з історією Православної Церкви, видав кілька збірок власних поетичних творів. Власне, ним були започатковані на українському телебаченні коментарі святкових богослужінь (1993—1995 рр.).
Він є частим гостем програм українського телебачення та радіо, а також на хвилях Всесвітньої служби українського радіо. Отця Івана обрано духівником громадської організації «Київське Богоявленське братство».
З рук Першоієрарха УАПЦ, Блаженнійшого Мефодія, митрополита Київського і всієї України, митрофорний протоієрей Іоан Швець прийняв чернечий постриг, та був піднесений до гідності архимандрита.

### Єпископство
Рішенням Архиєрейського Собору УАПЦ, З благословення Його Блаженства, Блаженійшого Митрополита Київського і всієї України Мефодія, 29 жовтня 2010 року, у Катедральному Храмі Різдва Христового м. Тернополя, Собором єпископів УАПЦ архімандрит Іоан був рукоположений на єпископа Святошинського, вікарія Київської єпархії.
Згідно з Указом Блаженнійшого Мефодія, митрополита Київського і всієї України, Предстоятеля УАПЦ № 0319 від 18 лютого 2011 р. та згідно з рішенням Архієрейського Собору УАПЦ від 03 лютого 2011 р. Преосвященний єпископ Іоан (Швець) призначений керуючим Львівсько-Самбірською Єпархією з титулом «Єпископ Львівський і Самбірський».
13 травня 2013 р. згідно з поданим проханням прийнятий до складу УПЦ Київського Патріархату і призначений настоятелем парафії Різдва Пресвятої Богородиці у Святошинському районі м. Києва.
15 грудня 2018 року разом із усіма іншими архієреями УПЦ КП взяв участь у Об'єднавчому соборі в храмі Святої Софії.
5 лютого 2019 року отримав титул титулярний єпископ Білогородський.
З 2020 року — вікарний єпископ Київської єпархії.